# 大桥镇 (冕宁县)
大桥镇，是中华人民共和国四川省凉山彝族自治州冕宁县下辖的一个乡镇级行政单位。2019年12月，撤销冶勒乡，所属行政区域划归大桥镇管辖。

## 行政区划
大桥镇下辖以下地区：
田坝村、大桥村、结尾村、龙洞河村、巴甫村、碾子村、店子村和峨瓦村。